# Grans sameby
Grans sameby är en sameby med åretruntmarker i Sorsele kommun. Den inrättades som en följd av 1886 års renbeteslag, då under namnet Grans lappby. Det nuvarande namnet tillkom i och med 1971 års rennäringslag. Grans sameby är en av sex fjällsamebyar i Västerbottens län.

## Gränser

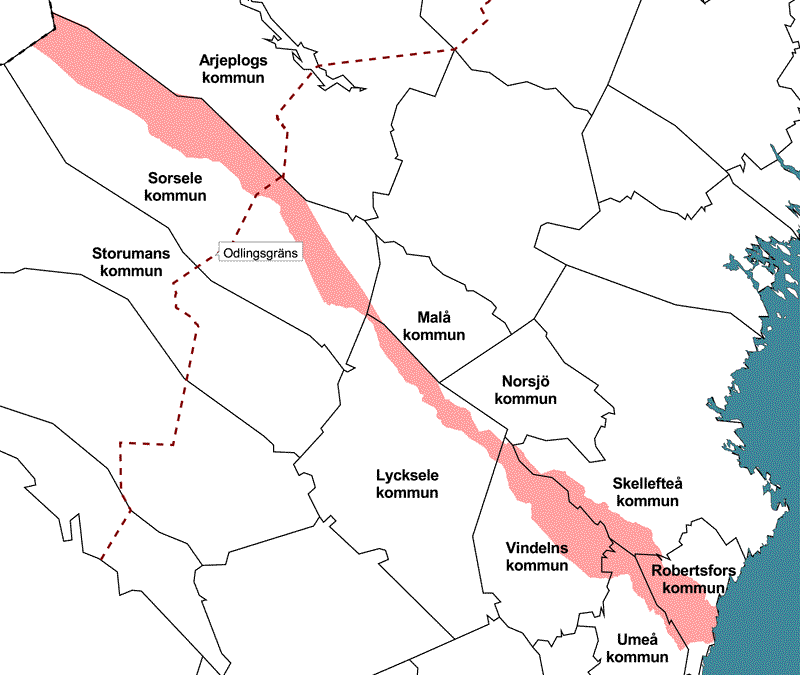
Grans samebys betesområde. Ovanför odlingsgränsen finns byns åretruntmarker. Nedanför odlingsgränsen får renskötsel bedrivas under tiden 1 oktober–30 april. Hela området nedanför odlingsgränsen är inte formellt fastställt.

Gränserna för Grans samebys åretruntmarker för renskötseln fastställdes av länsstyrelsen i Västerbottens län den 25 maj 1946. Dessa marker omfattar den norra delen av Sorsele kommun ovanför odlingsgränsen. I söder gränsar byn mot Rans sameby längs Vindelälven upp till Ammarnäs och därifrån en rak linje mellan Ammarfjällets högsta punkt och Kalmejaur nära riksgränsen. I norr gränsar byn mot Svaipa sameby längs länsgränsen mot Norrbottens län. Under våren och sommaren betar byns renar från Björkfjället och Ammarfjället och västerut. Betesområden finns även på norsk sida.
Nedanför odlingsgränsen får renskötsel endast bedrivas under tiden 1 oktober–30 april. Den södra gränsen för detta område, mot Rans sameby, fastställdes 1982 och går till Buberget i Vindelns kommun. Gränsen mellan Ran och Gran följer Sävarån ut i havet. Den västliga gränsen för vinterbetesmarken mot Malå sameby är inte heller fastställd. Grans norra gräns går enligt 1946 års byaordning. Grans sameby har under senare år huvudsakligen betat det område som visas på kartan. Vanligtvis har byn sina renar på vinterbete från Gargnäs och österut mot Rusksele, Rockträsk, Lossmen, Holmträsk, Slipstensjön, Kamsjön och Botsmark samt ut mot kusten.

## Antal företag
Samebyn bestod 2006 av ett tiotal renskötselföretag. Liksom i andra samebyar bedriver en del medlemmar annan näringsverksamhet såsom turismföretag och renköttsförädling. År 2003 fastställde länsstyrelsen det högsta renantalet till 6 000, årskalvar oräknade. Beslutet upphävdes dock 2006, och tills vidare gäller det högsta renantal som anges i 1946 års byordning: 8 600 renar, årskalvar oräknade.

## Historia

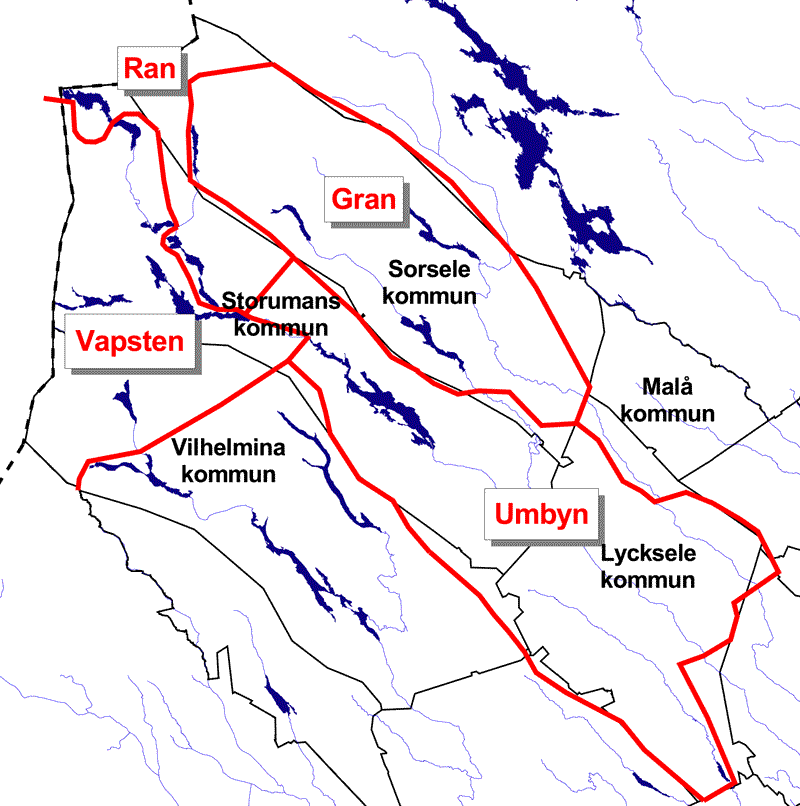
Lappbyar i Lycksele lappmark 1670. Lappbyarna visas i rött och nutida kommuner i svart. Gran och Umbyn var huvudsakligen granlappbyar (skogssamiska byar), medan Ran och Vapsten var fjällappbyar som även sträckte sig över på norsk sida.

Grans sameby har fått sitt namn av den historiska lappbyn Gran, som är känd från historiska källor sedan början av 1600-talet. Namnet kommer sig av att invånarna då var granlappar, dvs. skogssamer. Den gamla lappbyn Gran omfattade i stort sett Sorsele kommun nedanför fjällen. Den skogssamiska kulturen försvann nästan helt från Sorsele under 1800-talet, och den nuvarande Granbyn är en helt fjällsamisk by.
Som en konsekvens av 1886 års renbeteslag fastställdes gränserna för en ny lappby med namnet Gran av länsstyrelsen i Västerbottens län 1898. Det är den som idag heter Grans sameby. Den har alltså inte samma utsträckning som den historiska Granbyn.

## Samiskt språkområde
Grans sameby ligger inom det umesamiska språkområdet. 
Under 1930-talet flyttade två familjer in i byn till följd av tvångsförflyttningen av Karesuandosamer. De talade nordsamiska och förde med sig de nordliga släktnamnen Skum och Partapuoli.